# Monteros Vóley Club
Monteros Vóley Club es una institución deportiva de la ciudad de Monteros, en la provincia de Tucumán, fundada el 2 de octubre de 1984 y que se destaca en voleibol, deporte en el cual su equipo masculino disputa la máxima división nacional, la Liga de Voleibol Argentina. Además, la institución está inscripta en la Fundación Tucumana de Voleibol, donde ha obtenido varios campeonatos.
En la actualidad, cuenta con un microestadio de vóley, canchas de fútbol, rugby, básquet, hockey (con césped sintético), tenis, paddle, beach vóley, pileta de natación climatizada, gimnasio de pesas, vestuarios, albergues para 50 personas, salón de fiestas, playa de estacionamiento y dos combis para traslado de planteles. Cada disciplina cuenta con un equipo representativo en los distintos torneos que se desarrollan a nivel local y regional.

## Historia
El 2 de octubre de 1984 se fundó el Monteros Vóley Club, una de las pocas instituciones deportivas en la Argentina que nace con el vóley como disciplina que motiva su creación. La propuesta deportiva ofrecía vóley, hockey y atletismo como las primeras actividades.
En 1988 logró la adquisición del terreno donde se emplaza el Complejo Deportivo del club, en Ruta Provincial 325, Kilómetro 1.
En 2008 asume la Comisión Directiva presidida por Regino Amado y se concretan con éxito las gestiones realizadas para la obtención de la personería jurídica y allí se iniciaron las primeras obras y trabajos de acondicionamiento del predio.

### Temporadas en la Liga A2
La primera incursión de Monteros Vóley en el deporte a nivel nacional fue en 2014 cuando participó de un torneo clasificatorio a la Liga A2 en Paraná junto con el local Rowing, River Plate y Rosario Sonder. En ese cuadrangular no ganó partido alguno y se quedó sin la posibilidad de participar en la segunda división nacional.
Monteros Vóley volvió a participar en 2016 y logró acceder a la A2 tras pasar por una etapa clasificatoria previa que se jugó en San Juan. El equipo  dirigido por Diego Isa triunfó ante el local UVT de San Juan 3 a 0 y ante San Lorenzo de Buenos Aires 3 a 1, ganó el grupo y accedió a la A2. En esa liga integró en la primera ronda un grupo junto con UVT de San Juan, Banco Hispano de San Juan, Tehuelches de Tucumán, Ateneo Mariano Moreno de Catamarca y Central Norte de Salta. Monteros terminó segundo de su grupo al ganar 6 partidos de 10 y avanzó de fase. En medio de la fase regular hubo un cambio de entrenador, llegando Alejandro Grossi. En la siguiente ronda integró un cuadrangular en Buenos Aires junto con Deportivo Morón, Defensores de Viedma y Rivadavia de Villa María. Monteros venció al equipo rionegrino en el primer partido 3 a 0, luego a Rivadavia 3 a 0 y finalmente cayó ante el local 3 a 0, quedó segundo del grupo y avanzó de fase. La siguiente fase fue de dos triangulares y Monteros nuevamente fue a Morón a jugar contra el local y contra River Plate. En el primer partido perdió contra el local 0 a 3 y en el segundo partido perdió contra River 0 a 3 y quedó eliminado del torneo.
Monteros Vóley participó por segunda vez en el vóley nacional en 2017, cuando disputó la Liga A2. Nuevamente el entrenador fue Alejandro Grossi y en ese torneo comenzó el equipo integrando una zona junto con Club Rosario, Jujuy Vóley, Villa Dora de Santa Fe, Central Norte de Salta, CoDeBA y San Martín de Mendoza. Tras ganar 9 de 12 juegos y terminar primero en la zona, avanzó de fase. En esa segunda ronda disputó un cuadrangular en su estadio junto con Biblioteca Bernardino Rivadavia de Villa María, Defensores de Viedma y Matanza Deportes. Monteros ganó los tres partidos que jugó, 3 a 0 a Matanza, 3 a 0 a Villa Dora y 3 a 0 a Rivadavia de Villa María. Como primero de zona avanzó de fase e integró un nuevo cuadrangular en su estadio junto con Rivadavia de Villa María, Ateneo de Catamarca y Villa Dora. Ganó los tres partidos, 3 a 0 a Villa Dora, 3 a 1 a Rivadavia y 3 a 0 a Ateneo de Catamarca y accedió a semifinales. En semifinales, fase a la que accedió por primera vez, se enfrentó a UVT de San Juan en San Juan y lo venció 3 a 0 (25-21, 26-24 y 25-21). Luego, en su estadio volvió a ganar (3 a 1; 25-18, 25-10, 29-31 y 31-29) y logró el pase a la final y el ascenso. En la final se enfrentó a Libertad de San Jerónimo, el otro ascendido, por el título. Primero se jugó en Santa Fe, donde Monteros ganó 3 a 1 (25-22, 22-25, 25-20 y 25-19), en Tucumán ganó el visitante 3 a 2 (22-25, 25-18, 23-25, 25-17 y 11-15) y llevó la final a un tercer partido. En el tercer partido de la final Monteros ganó 3 a 2 y se proclamó campeón.

### Temporadas en la máxima división
En 2017 confirmó su participación en la Liga Argentina de 2017-18. El equipo fue dirigido por Alejandro Grossi y en el plantel estuvieron Juan Riganti, Leandro Araujo; Pablo Guzmán, Germán Figueroa; Marcos Cordeiro, Brian Melgarejo, Franco López, Juan Barrera, Juan Reyes y Ramiro Núñez, entre otros. La temporada comenzó con la Copa ACLAV 2017 donde integró zona con Obras de San Juan, UPCN San Juan Vóley y Libertad Burgi Vóley. Perdió con los tres equipos, 3 a 2 ante Obras, 3 a 0 ante UPCN San Juan y 3 a 0 ante Libertad y quedó último del grupo. Luego participó en la liga, donde jugó 20 partidos y ganó ocho, alcanzando 28 puntos y accediendo a play-offs. Además, disputó la Copa Desafío en San Jerónimo Norte junto con el local Libertad Burgi, Obras de San Juan y UNTreF Vóley, perdió el primer partido ante Obras de San Juan y quedó eliminado. Al quedar octavo fue emparejado con el mejor de la fase regular de cara a los play-offs, Personal Bolívar, con desventaja de cancha. La serie al mejor de cinco partidos arrancó en San Carlos de Bolívar, donde se disputaron los dos primeros juegos. El primer partido lo ganó el local 3 a 1 (23-25, 26-24, 25-20, 25-18) pero el segundo juego lo ganó el equipo visitante en el quinto set (24-26, 25-21, 25-16, 28-30, 13-15) e igualó la serie. Los dos siguientes partidos fueron después de la participación del equipo bolivarense en el torneo sudamericano de clubes y en Monteros. Allí ganó dos veces el equipo visitante, ambos en quinto set, (25-21, 23-25, 25-19, 20-25, 13-15 el tercer juego y 25-23, 19-25, 18-25, 25-17, 8-15 el cuarto juego) y Monteros Vóley quedó eliminado del torneo. Esa eliminación lo clasificó a la Copa Argentina, donde disputó un triangular en el Estadio Ruca Che, en Neuquén junto con el local Gigantes del Sur y con River Plate.  ganó a River pero perdió con Gigantes y quedó eliminado del torneo.
De cara a la temporada 2018-19 el club renovó con Alejandro Grossi y sumó al colombiano Leandro Mejía, a Luca Cuminetti al brasilero Thiago Aranha y a Franco Giachetta entre otros. Juan Martín Riganti, Germán Figueroa, Franco López, Juan José Reyes, Lucas Frontini, Iván López, Fabrizio García Savino, Federico Pani y Federico Ponce continuaron de la pasada temporada, muchos de ellos participando de los torneos regionales que el club disputó, donde además logró un título. El primer torneo de la temporada que disputó fue la Copa ACLAV 2018, el 18 de octubre y en eliminatoria a partido doble ante River Plate. Tras perder ambos partidos el equipo quedó eliminado en ese certamen. En la Liga Argentina terminó la fase regular con tan solo cuatro victorias en dieciocho encuentros, resultado que lo ubicó noveno y fuera de los play-offs.
La tercera temporada (2019-20) del club en la máxima división comenzó con dudas sobre su participación. Cuando se confirmó la participación del club también se confirmó el entrenador del equipo, Marcos Blanco, y algunos jugadores.

## Instalaciones

### Polideportivo Municipal
Monteros Vóley disputa sus partidos como local en el Polideportivo Municipal de Monteros, estadio ubicado en Leandro Aráoz esquina Domingo Aráoz, ciudad de Monteros, provincia de Tucumán. El mismo tiene capacidad para 2500 espectadores.
El estadio fue inaugurado el 22 de julio de 2015 con un partido entre el seleccionado de Tucumán de vóley que se enfrentó a un combinado de destacadis jugadores argentinos.

## Datos del equipo
En torneos nacionales
- Temporadas en primera división: 1 (desde 2017-18)
  - Mejor puesto en la liga: 8.°, eliminado en cuartos de final
  - Peor puesto en la liga:

- Temporadas en segunda división: 2 (2016 y 2017)
  - Mejor puesto en la liga: campeón (2017)
  - Peor puesto en la liga: eliminado en tercera fase (2016)

En copas nacionales
- Participaciones en Copa ACLAV: 1 (2017)
  - Mejor puesto en la copa: último de grupo, eliminado en primera ronda

- Participaciones en Copa Desafío: 1 (2017-18)
  - Mejor puesto en la copa: eliminado en primera ronda

- Participaciones en Copa Argentina: 1 (2017-18)
  - Mejor puesto en la copa: eliminado en segunda ronda

## Jugadores destacados
Equipo campeón 2017
1- Gonzalo Moreno
3- Santiago Cá
5- Juan José Reyes
6- Federico Pani (L)
8- Gonzalo Carrillo
9- Lucas Frontini (C)
11- Iván López
12- Germán Figueroa
14- Marcos Cordeiro
17- Agustín Cáceres
18- Juan Pablo Usqueda (L)
Entrenador en Jefe: Alejandro Grossi

## Entrenadores
- Diego Isa (2016)
- Alejandro Grossi (2016 a 2019)
- Marcos Blanco (desde 2019)

## Palmarés
| Competiciones nacionales         | Títulos | Subcampeonatos |
| -------------------------------- | ------- | -------------- |
| Torneo Argentino de Clubes (1/0) | 2017.   |                |